# Stefano Zuccherini
Stefano Zuccherini (Perugia, 15 luglio 1953 – Perugia, 31 marzo 2021) è stato un sindacalista e politico italiano.

## Biografia
Cominciò la sua carriera come sindacalista nella FIOM-CGIL dell'Umbria fino a diventare il segretario aggiunto dell'organizzazione.
Nel 1993 aderì al Partito della Rifondazione Comunista e diventò segretario della Federazione di Perugia.
Nel 1995 diventò Consigliere Regionale e Segretario Regionale dell'Umbria, sempre nel partito di Fausto Bertinotti.
Nel 1999 entrò nella Segreteria Nazionale del PRC e diventò responsabile delle politiche del lavoro. Successivamente divenne Presidente del Comitato Politico Nazionale e commissario del partito a Reggio Calabria.
Nel 2006 fu candidato ed eletto al Senato nella circoscrizione dell'Umbria; nella Legislatura fu membro della Giunta delle elezioni e delle immunità parlamentari, Vicepresidente della 11ª Commissione permanente (Lavoro, previdenza sociale) e membro del Comitato parlamentare per i procedimenti di accusa. Dopo le elezioni politiche del 2008 non fu riconfermato in Parlamento.
Successivamente continua a far parte del PRC, di cui è membro del Comitato Politico Nazionale anche durante le segreterie di Paolo Ferrero e poi di Maurizio Acerbo, svolgendo per un periodo anche il ruolo di commissario regionale del partito nelle Marche.
Zuccherini è morto il 31 marzo 2021 a Perugia a causa di un malore all'età di 67 anni.